# Nirgal Vallis

Nirgal Vallis (THEMIS)

Nirgal Vallis is een vallei van 496 km lang op de planeet Mars rond 42° W, 29° Z. Nirgal betekent Mars in het Babylonisch. Het was een van de eerste oude afwateringskanalen die Mariner 9 ontdekte in 1972. Het is een kronkelende rivierbedding in een hoogland met kraters uit het Noachisch tijdperk. Korte zijtakken in de omringende woestijn zijn zichtbaar, anders dan bij Ares Vallis. Mogelijk is het een gevolg van doorsijpelend grondwater.

## Recent stromend water?
Beelden van de Mars Global Surveyor (MGS) Mars Orbiter Camera (MOC) tonen meer dan veertien kanaaltjes van bijna 1 km lang op de helling van de valleiwand op het zuiden. Het lijkt of grondwater afstroomde en waaiers vormde op de helling. Omdat er geen inslagkraters overheen liggen, moeten de kanaaltjes recenter zijn dan nabijliggende duinen en niet ouder zijn dan hoogstens een paar miljoen jaar.

## Bron
Hartmann, W. K. A traveller's guide to Mars. The mysterious landscapes of the Red Planet, Workman Publishing, New York 2003